# Furna do Poio

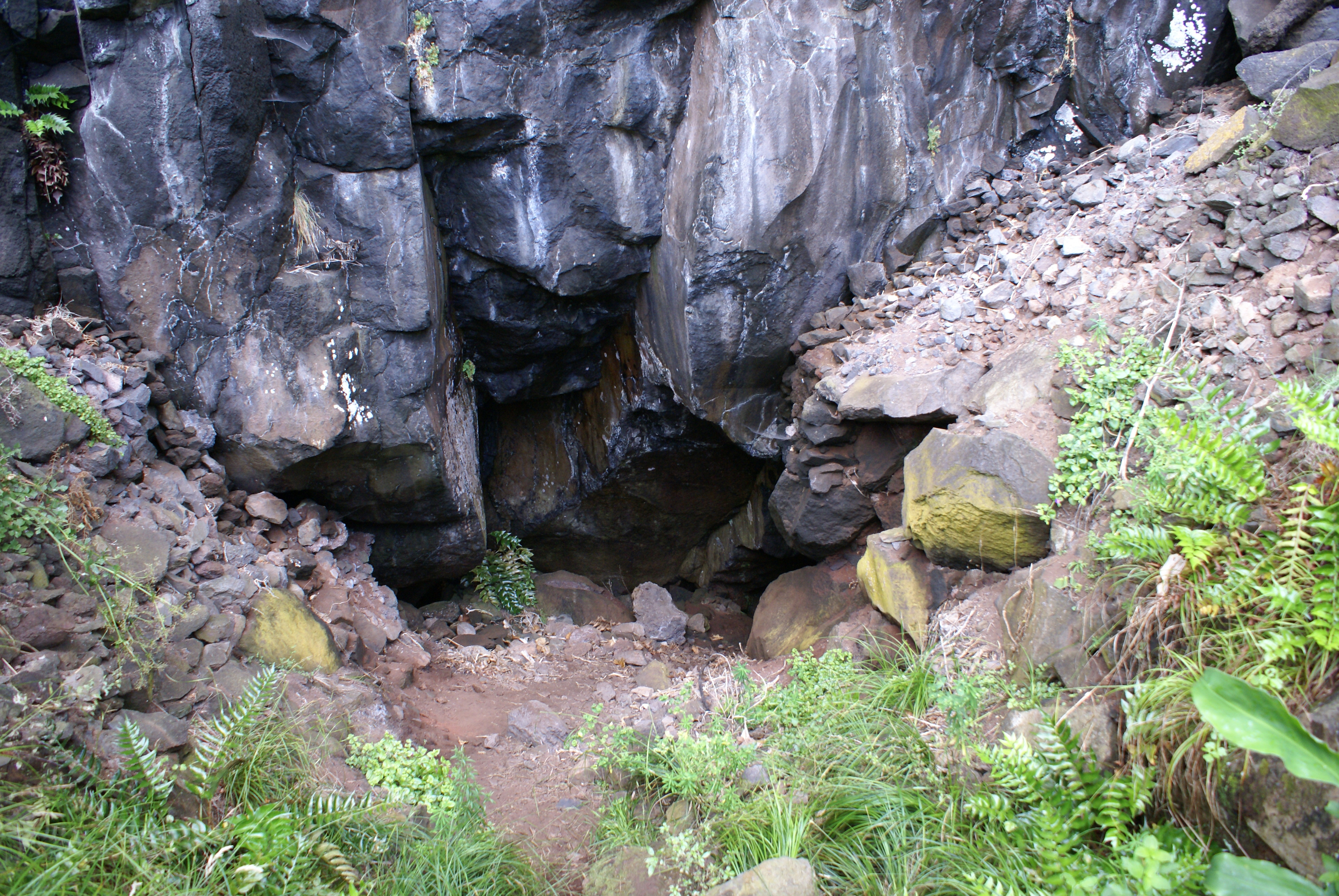
Entrada da Furna do Poio.

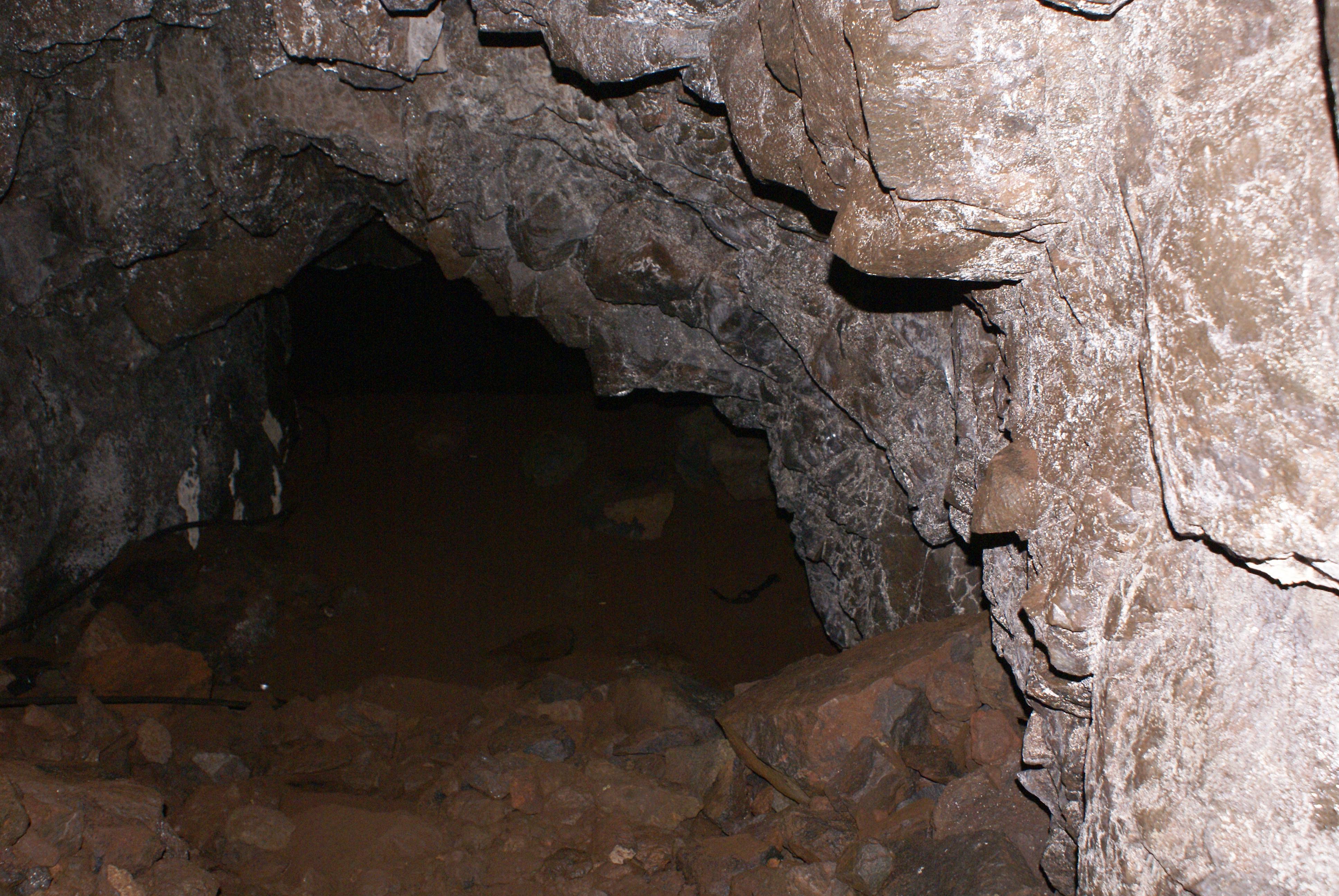
Furna do Poio, Interior.

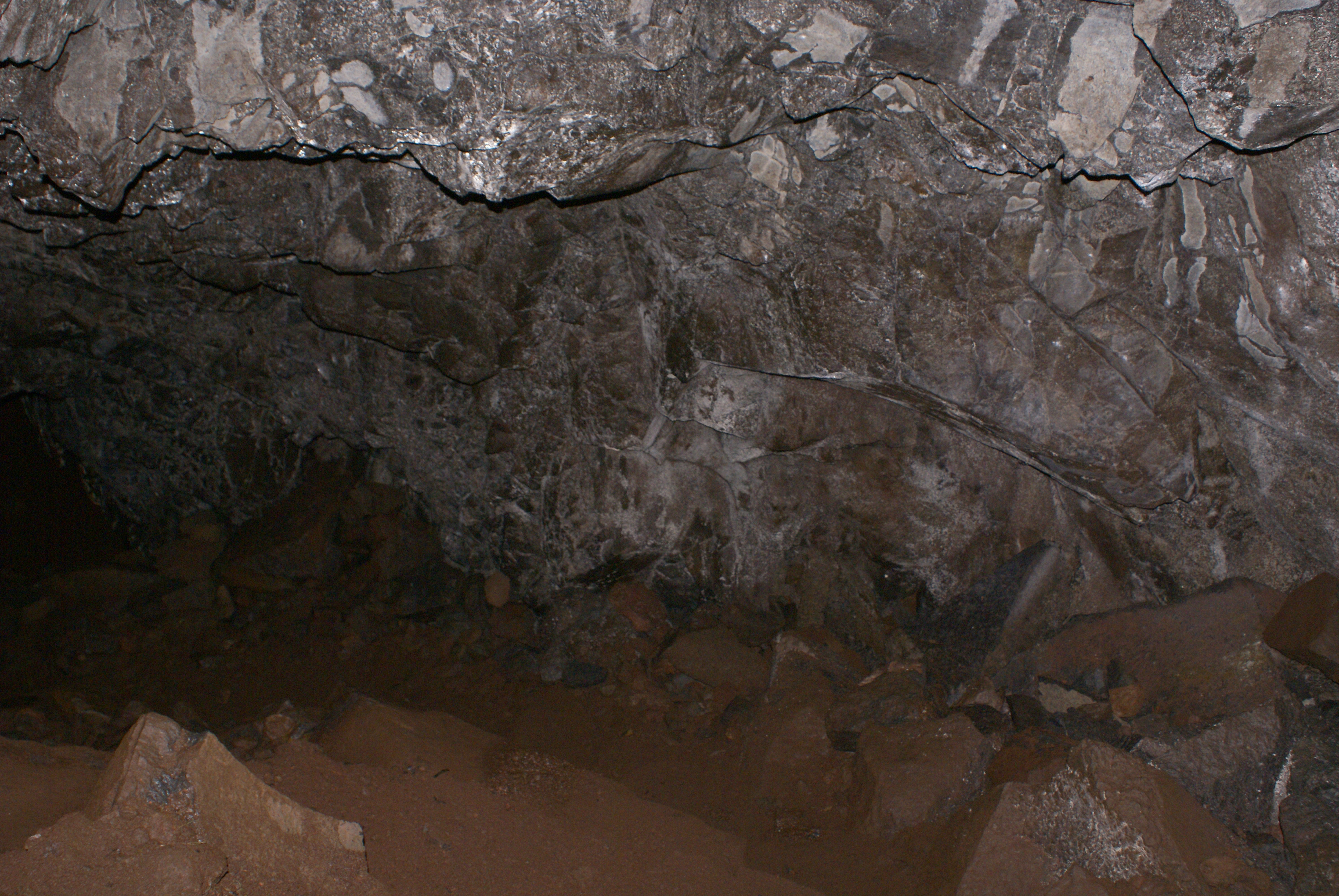
Furna do Poio, aspecto.

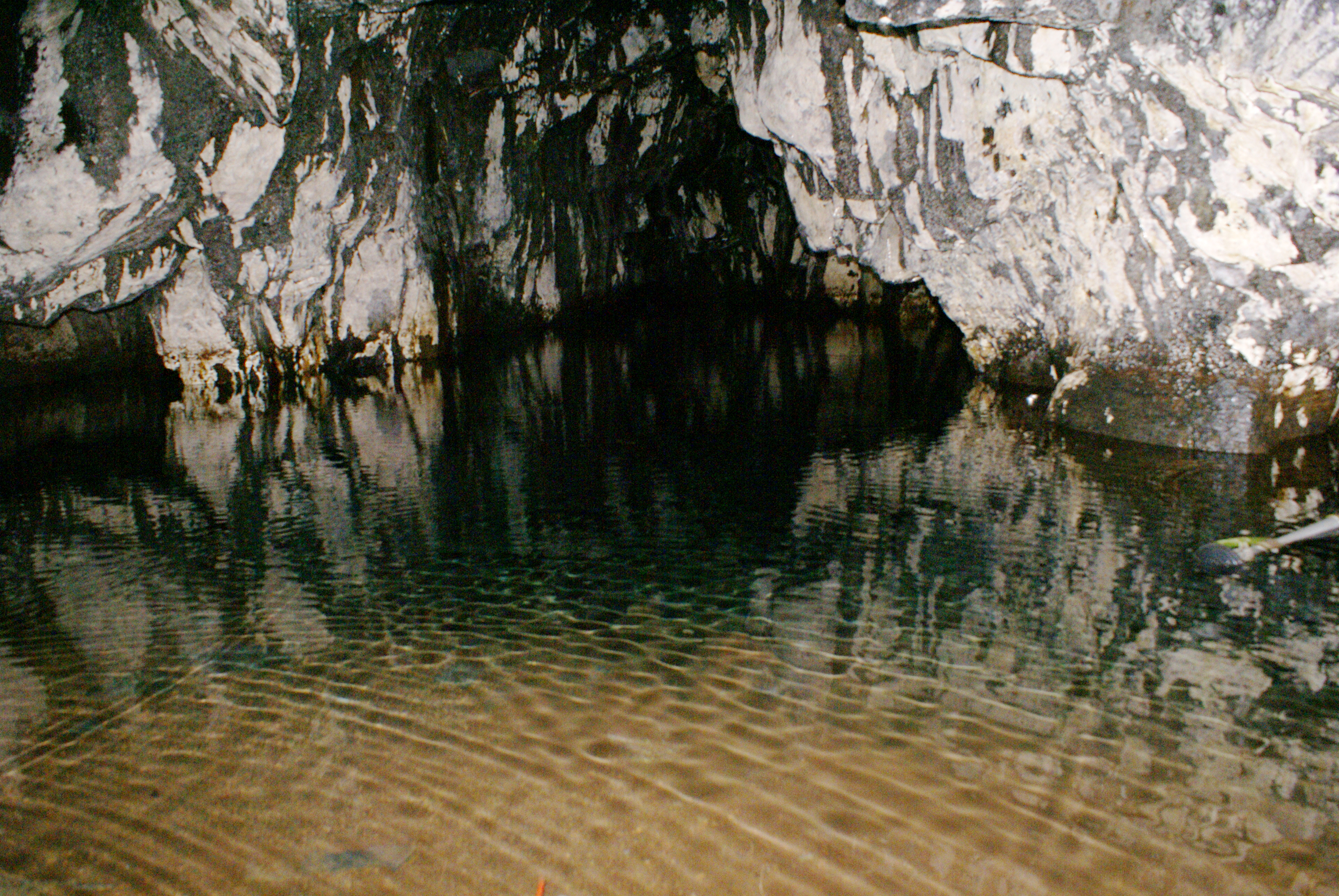
Furna do Poio, lago, ateção à marca das marés.

A  Furna do Poio  é uma gruta portuguesa localizada na Fajã da Caldeira de Santo Cristo, quase nos limites destas fajã com a Fajã dos Tijolos, Freguesia da Ribeira Seca, concelho da  Calheta.
Esta gruta tem origem vulcânica em forma de tubo de lava, fica sob uma imensa falésia de rocha basáltica, Sobranceira a uma falésia de arriba costeira. No interior destas gruta existe uma pequena praia de areias finas e uma lagoa de água doce que no entanto possui uma comunicação com o mar, que lhe fica próximo, uma vez que oscila conforme está maré cheia ou maré vazia.
O tecto desta gruta é formado por gigantescos pingos de lava que solidificaram com o arrefecimento e se encontram cobertos na sua quase totalidade por um tipo de algas de cor branca que sob os flashes das maquinas fotográficas dão ao lugar uma aspecto surreal.
Este acidente geológico tem um comprimento de 35,6 m. por uma largura máxima de 5,9 m. e por uma altura também máxima de 6,2 m. devido às suas características e área envolvente encontra-se classificada como fazendo parte da Rede Natura 2000 

## Galeria

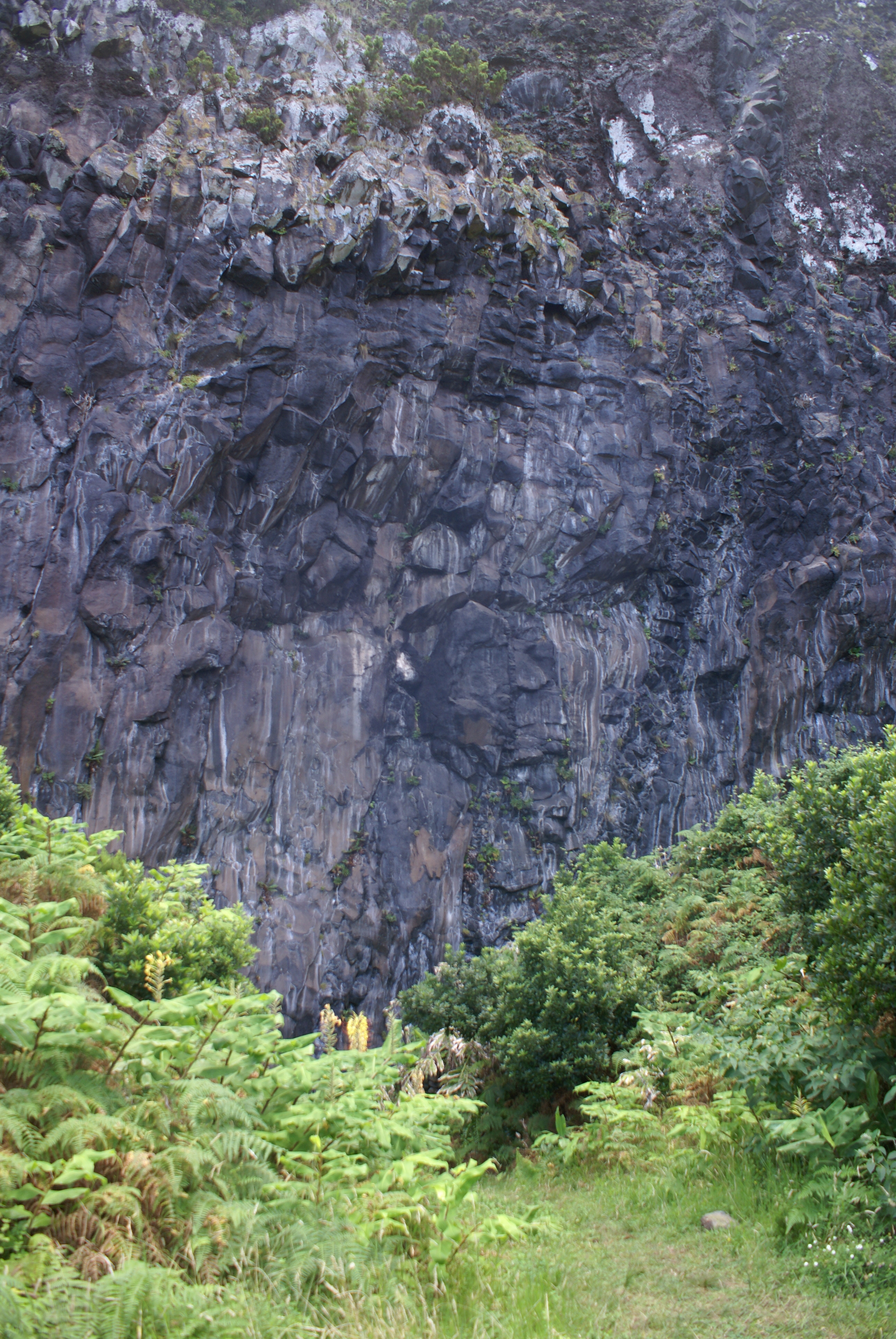
Falésia debaixo da qual se encontra a Furna do Poio